# Atelier Iris 2: The Azoth of Destiny
Atelier Iris 2: The Azoth of Destiny (イリスのアトリエ エターナルマナ2 en version originale japonaise) est un jeu vidéo de rôle développé par Gust, sorti à partir de 2005 sur PlayStation 2. Il s'agit du deuxième opus de la trilogie Atelier Iris.

## Sypnosis
Felt et Viese sont deux grands amis. Viese est une alchimiste, elle va rejoindre Felt à la forêt Marmel. Ce dernier s'y trouve souvent car il y convoite une épée placée dans le monde d'Eden dans les anciens temps. C'est à ce moment qu'un tremblement de terre survient détruisant une partie du monde. Une porte vers Belkhyde s'ouvre, Felt et Viese commencent leur aventure

## Système de jeu
Le jeu reprend les codes du RPG. Les combats se déroulent au tour par tour. Cet opus à un système de combat similaire à celui des Final Fantasy. Cependant, l'interface est différente, une unique jauge de temps s'applique à tous les personnages.
Le système de déplacement sur la carte reprend celui du précédent opus : Atelier Iris: Eternal Mana. Mais, il est désormais possible de changer de personnage pour progresser dans l'aventure.

## Personnages principaux

### Jouables
- Felt : personnage principal, il a toujours rêver d'aller à Belkhyde.
- Viese : alchimiste, elle crée les items dont Felt a besoin pour sa quête.
- Gray : mi-homme mi-dragon, il est un chasseur de dragons.
- Noin : il est le premier personnage que Felt croise dans le désert, elle est très directe, sa nourriture est étrange.
- Fee : orpheline, elle a été élevée à l'église Altena.
- Poe : expert en fusil macho

### Non jouables
- Iris : petite fille de 7 ans présumée être la réincarnation de Lilith.
- Kreuz
- Azur Azoth : épée animée de Felt.
- Crimson Azoth : épée animée de Chaos.
- Chaos : ennemi de Felt, il détruit les ateliers pour sa sœur Rie.
- Rie : sœur qu'essaie de guérir Chaos.
- Galahad : père de Noin, chef de l'armée impériale.
- Tolena : amie de Noin.
- Theodore